# Etsai
Etsai (prononcer « etchaye») est un des diables dans la mythologie basque qui exerce la fonction de professeur dans des grottes.

## Étymologie
Etsai signifie « diable, ennemi » en basque. 
Il possède de nombreux noms, Deabru « diable », Gaizkiñ « malfaisant », Galtzagorri « pantalon rouge », Kapagorri « cape rouge », Gorritxiki « petit rouge », Kattan, Addar « branche, corne », Beste mutil « autre jeune-homme », Txerren, Tusuri, Plaga, Kinkilimarro, Iruadarreko. 

## Description
Il est le diable, le démon, un mauvais génie et l'ennemi de la religion. Il vise à nuire ou à blesser des personnes, ou à leur faire faire du mal. Mais il n'est pas invincible, et il est possible d'échapper à son influence avec un peu de ruse. Parfois, il apparaît une image ridicule ou drôle de lui. Il a tendance à prendre plusieurs formes, selon la légende: Il a souvent la forme d'un dragon ou d'un humain, mais il est aussi souvent représenté avec le corps d'un animal.
Il habitait la grotte de Leiza à Sare ou d'Akelarren-leze à Zugarramurdi où il tenait une école, en concurrence avec les universités de Salamanque et d'autres lieux, et enseignait en peu de temps les sciences, les arts et les lettres faisant concurrence aux universités. Dans ces grottes, Axular, son frère et d'autres compagnons ont effectué leurs études. On croit que ce génie apparaît de nuit, parfois sous l'aspect d'un taureau (zezen en basque), d'un cheval (zaldi), d'un porc (txerri) ou d'une chèvre (ahuntz).

## Légende
Le thème d'Etsai, qui a une école dans laquelle il transmet toutes les connaissances enseignées par les universités, apparaît dans plusieurs légendes, bien qu'associé à d'autres récits complémentaires :
Selon la version d'Ordizia, Atarrabi était le bon fils de Marimundi et avec son frère cadet Mikelats, ainsi que d'autres, ils allèrent étudier à l'école d'Etsai. Le paiement que ce dernier exigeait de ses disciples pour l'enseignement et le logement, à la fin de leurs études, était que l'un d'eux devait rester pour toujours comme son captif, c'est-à-dire celui à qui aurait la malchance de perdre dans le txotx-ala-motx (la courte-paille), un jeu dans lequel le perdant est celui qui tire au sort le bâton le plus petit parmi les différents présentés aux joueurs. Ils tirèrent au sort et c'était au frère d'Atarrabi de rester avec le diable. Mais Atarrabi eut pitié de son frère et resta à sa place comme esclave de son maître infernal.

## Sources et bibliographie
- Jean-François Cerquand, Légendes et récits populaires du Pays Basque : Recueillis dans les provinces de Soule et de Basse-Navarre, Bordeaux, Aubéron, 2006 (1re éd. 1876), 338 p. [détail de l’édition] (ISBN 2844980937 et 9782844980939, OCLC 68706678, lire en ligne)
- Anuntxi Arana (trad. Edurne Alegria), De la mythologie basque : gentils et chrétiens [« Euskal mitologiaz : jentilak eta kristauak »], Donostia, Elkar, 2010, 119 p. (ISBN 9788497838214 et 8497838211, OCLC 698439519)
- Los libros del "cuentamiedos", Sorgiñas "leyendas vascas de brujas",  (ISBN 84-95846-46-2)
- Henry Panneel, Contes & légendes du Pays Basque, PyréMonde Princi Negue, 2004,  (ISBN 2846181659)
- Contes populaires et légendes du Pays Basque, éditions Les presses de la Renaissance, 1978,  (ISBN 2-85616-117-0)